# Oceanborn
Oceanborn je druhé album finské metalové kapely Nightwish, vydané v říjnu 1998. Oceanborn je jedno z jejich temnějších alb, využívající hrubé vokály Tapia Wilsky v písních The Pharaoh Sails To Orion a Devil & The Deep Dark Ocean

Téměř celé album bylo v podstatě zaměřeno na fantazii, jako např. písně Swanheart, Walking In The Air a The Pharaoh Sails To Orion. Ostatní písně v sobě mají náboženský nádech, jako např. Gethsemane. Krom toho se tu vyskytuje i pár teatrálních kousků, jako Devil & The Deep Dark Ocean.

## Seznam skladeb
1. Stargazers – 4:28
2. Gethsemane (často mylně nazývána Gothic Santuary) – 5:22
3. Devil & The Deep Dark Ocean – 4:46
4. Sacrament of Wilderness – 4:12
5. Passion and the Opera – 4:50
6. Swanheart – 4:44
7. Moondance – 3:31
8. The Riddler – 5:16
9. The Pharaoh Sails to Orion – 6:16
10. Walking in the Air – 5:31
11. Sleeping Sun (bonusová skladba, ale od roku 1999 na všech edicích) – 4:05
12. Nightquest (bonusová skladba na japonské limitované edici) – 4:16